# Siamská dvojčata

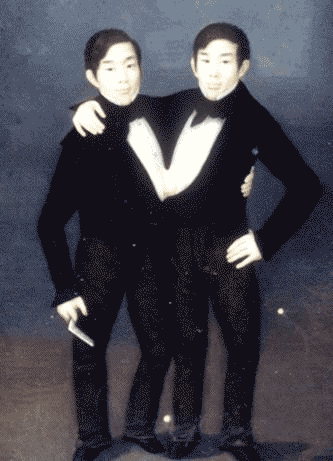
Dvojčata Čang a Eng Bunkerovi.

Siamská dvojčata nebo též srostlice jsou jednovaječná dvojčata, která jsou vrozeně srostlá v určitých stejných partiích těla. Ačkoliv se taková dvojčata vyskytovala v průběhu celých dějin, vžitý název „siamská“ je odvozen od bratrů Enga a Čanga Bunkerových původem ze Siamu (dnešní Thajsko), kteří byli nejznámějšími srostlými dvojčaty moderní doby.
Statisticky připadají jedna siamská dvojčata zhruba na každých 50 tisíc porodů; z nich se však jen malá část rodí živá. Přibližně polovina ze živě narozených párů srostlých dvojčat pak umírá záhy po porodu, ostatní obvykle také umírají předčasně. Některé typy srůstu jsou z podstaty neslučitelné se životem.
Spojení těl dvojčat se může vyskytnout v oblasti hlavy, hrudníku, břicha, zad nebo pánve, někdy se tělo „rozdvojuje“ jen v horní nebo spodní části. Příčinou bývá neúplné rozdělení zárodku jednovaječných dvojčat při embryogenezi, alternativní teorie o dodatečném (ex post) srůstu zárodků v děloze je považována za chybnou. Termín „srostlá“ je tedy trochu zavádějící, přesnější by bylo označení „nerozdělená dvojčata“. 
Kromě propojeného krevního oběhu siamská dvojčata často sdílejí životně důležité funkce a orgány. Podle míry a způsobu spojení se rozhoduje o možnosti (někdy i nutnosti) operativního (chirurgického) rozdělení dvojčat, které je však většinou velmi náročné a vysoce rizikové. Poprvé se podařilo siamská dvojčata úspěšně oddělit roku 1689 ve Švýcarsku Johannesu Fatiovi, šlo o novorozené sestry srostlé jen lehce mezi hrudníkem a pupkem.
Siamská dvojčata, pokud výjimečně přežila do vyššího věku, bývala tradiční součástí lidských panoptik. Veřejné exhibice, případně obohacené o uměleckou produkci, jim někdy poskytovaly natolik slušný výdělek, že posloužil pro obživu nebo podporu celé rodiny – ve třetím světě to bývá dodnes důvodem, proč taková dvojčata nechtějí být rozdělena ani když by to bylo možné. Někdy jsou také předmětem náboženského uctívání.

## Typologie
Nejčastější typy srostlých dvojčat jsou následující:
- Thoraco-omphalopagus (cca 28 % případů): Dvojčata spojená v oblasti trupu. Mívají společné srdce a někdy také játra nebo část trávicí soustavy.
- Thoracopagus (18,5 %): Dvojčata spojená hrudníkem. Mají vždy jediné společné srdce, což znamená, že chirurgické rozdělení může přežít maximálně jedno z nich.
- Omphalopagus (10 %): Dvojčata spojená v oblasti břicha. Mívají společná játra, trávicí soustavu, bránici nebo jiné orgány (ne však srdce).
- Craniopagus (6 %): Dvojčata spojená lebkami, každé má vlastní mozek a tělo se všemi orgány. Možnost úspěšného rozdělení závisí na míře propojení mozkových cév.
- Asymetrické srostlice či heteropagus (10 %): Jedno z dvojčat je méně vyvinuté (obvykle nemá vlastní vědomí) a je fyziologicky závislé na organismu svého sourozence (vlastně externí forma parazitického dvojčete). Zpravidla se řeší chirurgickým odstraněním tkání zakrnělého dvojčete.

Další, vzácnější typy:
- Cephalopagus: Dvojčata srostlá horní částí těla zády k sobě, mají jednu společnou hlavu s různě vyvinutými obličeji na protějších stranách (tzv. Janiceps). S touto formou se pojí těžké malformace srostlých mozků neslučitelné se životem.
  - Cephalothoracopagus: Dvojčata spojená hlavou a hrudníkem, s obličeji různou měrou srostlými.
  - Cephalo-thoraco-omphalopagus: Dvojčata srostlá hlavami a celým trupem, v podstatě prorostlá do sebe.
- Syncephalus: Dvojčata se dvěma těly a společnou hlavou, která má jen jeden obličej. Tento typ rovněž nebývá životaschopný.
- Xiphopagus: Dvojčata srostlá chrupavkou v oblasti hrudníku. Nemívají žádné společné orgány (nebo jen játra), což zvyšuje šance úspěšného rozdělení.
- Ischiopagus: Dvojčata srostlá dolní částí těla, s páteřemi spojenými konci k sobě. Každé má hlavu a dvě ruce, společně mají jednu až čtyři nohy a obvykle jedny společné genitálie a řitní otvor.
- Omphalo-ischiopagus: Dvojčata spojená v dolní části těla, tvářemi k sobě. Mají společně dvě až čtyři nohy.
- Parapagus: Dvojčata srostlá bokem k sobě s jedinou pánví a obvykle dvěma nohama. Podle míry srůstu v horní části těla se dále dělí na:
  - P. dithoracicus: Společná pánev a břicho, od hrudníku výš těla samostatná.
  - P. dicephalus: Srostlý celý trup, dvě samostatné hlavy. Mohou mít dohromady dvě až čtyři ruce.
  - P. diprosopus: Jediné tělo pouze se zdvojeným obličejem na téže straně hlavy, někdy se společným okem uprostřed.
- Craniopagus parasiticus: Spojení lebkami, kdy se u jednoho dvojčete nevyvine tělo, pouze hlava.
- Pygopagus nebo iliopagus: Srostlá na křížové kosti, zády k sobě; končetiny a orgány má každé dvojče vlastní.
- Rachipagus: Dvojčata srostlá zády (na obratlech).
- Tricephalus neboli srostlá trojčata. Mimořádně vzácný úkaz jen s několika historicky zaznamenanými případy.

## Známé případy

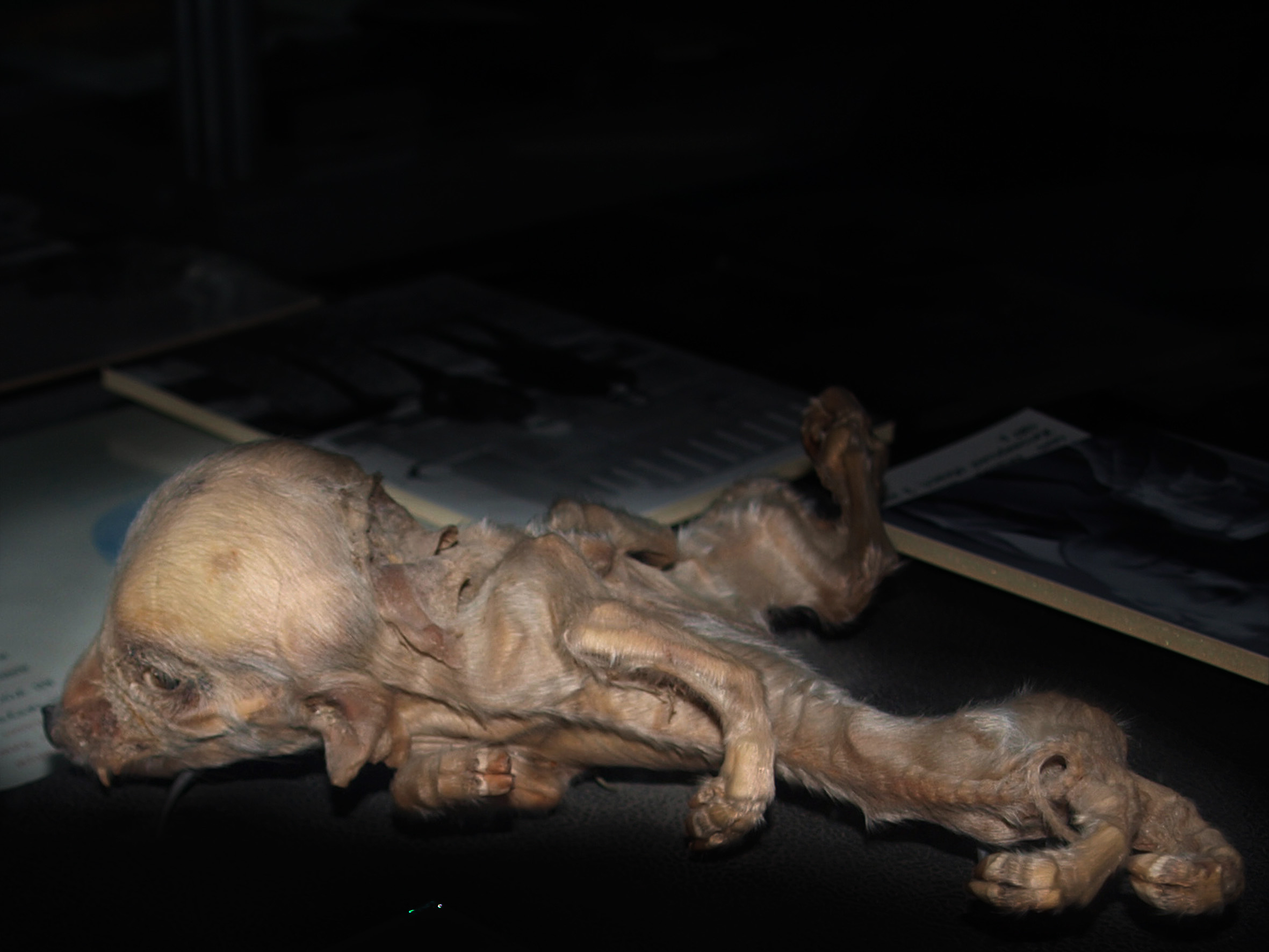
Selátko narozené v Černobylské zóně. Neúplně oddělená hlava u jednovaječných dvojčat.

- Sourozenci arménského původu (10. století) – písemná zmínka z roku 942, když pobývali v Konstantinopoli. Jeden z bratrů tehdy zemřel, pročež ho tamní lékaři oddělili, aby druhé dvojče zachránili – jde tak o první dokumentovaný pokus o chirurgické rozdělení siamských dvojčat. Operace se v zásadě podařila, druhý bratr však přežil jen tři dny.
- Mary a Eliza Chulkhurstovy (1100–1134) – známé též jako Biddendenské panny. Byly srostlé v kyčli a údajně i ramenem.
- Skotští bratři (cca 1460–1488) – měli dvě hlavy vyrůstající v jednom těle, žili pod ochranou Jakuba IV. Skotského.
- Lazarus a Giovanni Baptista Colloredovi (1617–1646?) – z Janova, Lazarovi z břicha vyrůstalo němé parazitické dvojče, jež ani nejedlo.
- Elisabet a Catherina Meininovy (23. 11. 1689 – ?) – švýcarská dvojčata zřejmě lehké formy typu xiphopagus. Brzy po narození podstoupila v Basileji průkopnickou operaci pod vedením Johannese Fatia, který jejich úzké spojení postupně zaškrcoval, až tkáň odumřela a rozpadla se. Dívky se zcela zotavily a dále žily běžným životem. Jde o historicky první skutečně úspěšně rozdělené srostlice.[1]
- Ilona a Judit Gófitzovy (1701–1723) – maďarské sestry ze Szőnye srostlé pánvemi (pygopagus). Do 9 let věku byly zkoumány lékaři a vystupovaly jako pouťová atrakce, poté byly vzaty do kláštera.
- Čang a Eng Bunkerovi (1811–1874) – mediálně nejznámější srostlá dvojčata 19. století, podle nichž se vžilo označení „siamská“. Byli srostlí v oblasti hrudníku (xiphopagus). Roku 1829 přicestovali do Evropy, aby mohli být ve Francii operováni; operace se však neuskutečnila, neboť byla považována za příliš riskantní. Bratři Bunkerovi zůstali spojeni a v relativním zdraví se dožili dosti vysokého věku 63 let.
- Rita a Cristina Parodi (1829–1830) – ze Sardinie, měly jediné tělo se dvěma hlavami a čtyřma rukama, zemřely v 8 měsících.
- Millie a Christine McCoyovy (11. června 1851 – 8. října 1912) – známé jako "dvojhlavý slavík (The Two-Headed Nightingale)", americké černošské umělkyně, původně otrokyně.
- Giacomo a Giovanni Battista Tocci (1875?–1912?) – 2 hlavy a nohy, 1 tělo, 4 ruce. Vystupovali jako děti v panoptiku a v dospělosti se stáhli do ústraní.

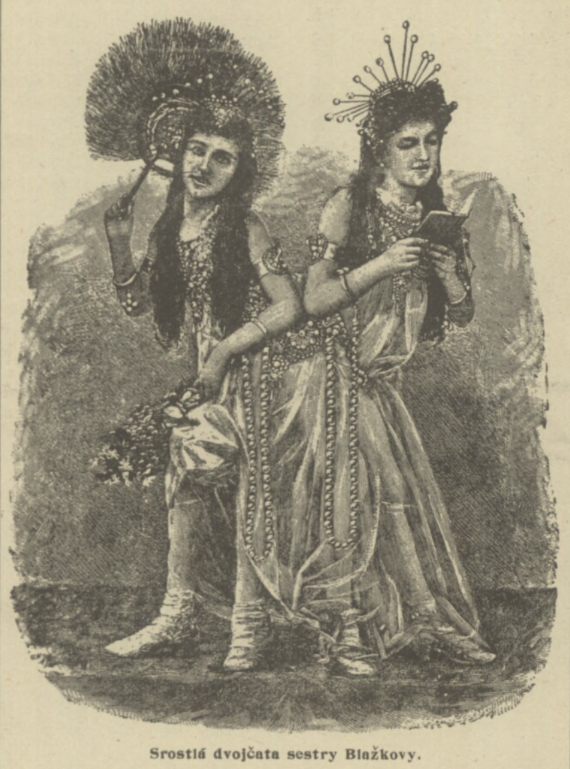
Srostlá dvojčata sestry Blažkovy (noviny amerických Čechů v Omaze Osvěta americká, prosinec 1904)

- Srostlá dvojčata sestry Blažkovy (noviny amerických Čechů v Omaze Osvěta americká, prosinec 1904)Růžena a Josefa Blažkovy (20. ledna 1878 – 30. března 1922) – česká siamská dvojčata typu pygopagus, srostlá v bocích. Živily se jako umělkyně, extravagantně se oblékaly. Měly velmi odlišné povahy, Josefa byla introvertní, zatímco Róza měla ráda společnost a zábavu. Dokonce otěhotněla a roku 1910 porodila zdravého syna Františka. Kojily ho pak obě sestry.[2] Po fatálním onemocnění jedné z nich během turné v USA roku 1922 druhá z dvojčat odmítla riskantní chirurgický pokus o oddělení a dobrovolně se svou sestrou zemřela.
- Daisy a Violet Hiltonovy (5. února 1908 – leden 1969) – britské umělkyně, srostlé v bocích.
- Lucio a Simplicio Godinovi (8. března 1908 – 24. listopadu resp. 8. prosince 1936) – dvojčata typu pygopagus z Filipín. Oženili se s jednovaječnými sestrami a živili se pouťovým vystupováním. Když Lucio roku 1936 v New Yorku podlehl revmatické horečce, lékaři se pokusili o záchranu Simplicia jeho oddělením od mrtvého bratra. Samotná operace se podařila, Simplicio ale po dvou týdnech zemřel také.
- Marija a Daša Krivošljapovovy (3. ledna 1950 – 17. dubna 2003) – ruské sestry srostlé v pánevní oblasti (typ ischiopagus tripus vnějškově podobný typu parapagus), každá s vlastní horní částí těla ve vzájemném úhlu 90°. Měly dvě funkční nohy a s podporou berlí dokázaly chodit. Vyrůstaly a žily po ústavech v Sovětském svazu, kde byly objektem neetických vědeckých experimentů. Kvalita jejich života se zlepšila až koncem 80. let díky glasnosti. Později propadly alkoholismu a zemřely v 53 letech, přesto byly ve své době nejstaršími žijícími siamskými dvojčaty.
- Ronnie a Donnie Galyonovi (28. října 1951 – 4. července 2020) – američtí bratři srostlí břichy čelem k sobě (omphalopagus). Pro jejich stav je nechtěla přijmout žádná škola a zůstali prakticky negramotní; úspěšně se živili jako pouťová atrakce. Dožili se rekordních 68 let.
- Lori a George Schappellovy (18. září 1961 – 7. dubna 2024) – americká dvojčata srostlá hlavami proti sobě (craniopagus), konkrétně levou částí čela (každé mělo funkční jen pravé oko a navzájem si na něj neviděla). Narozené jako sestry Lori a Dori, ta si později změnila jméno na Reba a od roku 2007 byla známa jako George (transgender muž). Lori byla fyzicky zdatná, zatímco George měl rozštěp páteře a poruchu růstu, a musel proto sedět na speciálním vozíku podle vlastního návrhu. Lori pracovala v prádelně a George vystupoval jako countryový hudebník. Po smrti bratří Galyonových šlo o nejstarší žijící siamská dvojčata na světě.[3]
- Ganga a Jamuna Mondalovy (* 1969 nebo 1970 jako Ajara a Džajara Ratunovy) – indická dvojčata bengálské národnosti, typ ischiopagus, známá jako „pavoučí dívky“, protože chodí po čtyřech rukou a dvou nohou jako pavouk nebo krab. Provdaly se za jednoho muže a dokonce otěhotněly, ale jejich dcera se roku 1993 narodila předčasně a po několika hodinách zemřela.[4]
- Ladan a Laleh Bijaniovy (17. ledna 1974 – 8. července 2003) – íránské sestry srostlé bokem svých hlav (craniopagus). Vystudovaly práva. Na vlastní žádost podstoupily riskantní pokus o chirurgické rozdělení, při operaci zemřely vykrvácením.
- Viet a Duc Nguyenovi (* 25. února 1981) – vietnamští bratři srostlí ve spodní části (ischiopagus), považovaní za jednu z obětí kontaminace herbicidem Agent Orange z vietnamské války. V roce 1988 utrpěl Viet obrnu a jelikož hrozilo, že zemře (což by zabilo i Duca), podstoupili v Japonsku náročné operativní rozdělení, jehož úspěch vzbudil celosvětový obdiv. Viet zůstal paralyzovaný a těžce nemocný, přesto žil ještě 19 let (zemřel 6. října 2007). Duc se zcela zotavil (pouze s tím handicapem, že má jen jednu nohu), stal se IT specialistou, založil rodinu a žije normální život.[5]
- Patrick a Benjamin Binderovi (* 2. února 1987) – němečtí bratři spojení hlavami (craniopagus). Byli rozděleni v září 1987 průkopnickou operací pod vedením Bena Carsona. Obě dvojčata přežila, ovšem těžce postižená. Patrick se nikdy neprobral z vegetativního kómatu (zemřel před rokem 2015), Benjamin se do jisté míry zotavil, ale zůstal závislý na permanentní péči. Jejich matka v rozhovoru roku 1993 vyjádřila lítost, že s operací souhlasila.
- Katie a Eilish Holtonovy (* 24. srpna 1988) – irské sestry typu parapagus, byly srostlé na pánvi a měly dvě nohy (každá ovládala jednu a nedokázaly společně chodit). Roku 1992 byly chirurgicky rozděleny. Katie po 4 dnech zemřela na selhání srdce, zatímco Eilish se po operaci plně zotavila. Stala se údajně inspirací pro jméno zpěvačky Billie Eilish.
- Abigail a Brittany Henselovy (* 7. března 1990) – americké sestry s jedním rozšířeným trupem a dvěma hlavami, 2 (původně 3) pažemi a 2 nohama (typ dicephalic parapagus). Rodiče odmítli je nechat rozdělit, protože měly většinu těla společnou a bylo málo pravděpodobné, že by operaci přežily obě. Naučily se své tělo společně ovládat natolik, že mohou sportovat nebo řídit auto, vystudovaly (každá sama za sebe) vysokou školu a žijí relativně plnohodnotný život.
- Zita a Gita Rezahanovovy (* 19. října 1991) – kyrgyzská dvojčata typu ischiopagus, v roce 2003 byla operací v Moskvě úspěšně rozdělena, každé z dívek zůstala jedna noha a jedna ledvina. Nadále ale trpěly zdravotními potížemi, 29. listopadu 2015 Zita zemřela na selhání orgánů.[6]
- Joseph a Luka Bandovi (* 23. ledna 1997) – zambijští bratři typu craniopagus, srostlí zezadu lebkami. Koncem roku 1997 byli úspěšně a bez těžkých následků rozděleni 50členným týmem pod vedením Bena Carsona, který už vedl několik podobných operací (účastnil se později i pokusu o rozdělení sester Bijaniových).
- Kendra Deene a Maliyah Mae Herrinovy (* 26. února 2002) – americké sestry srostlé v oblasti břicha a pánve (omphalo-ischiopagus). Měly společně jedinou funkční ledvinu, takže k pokusu o jejich rozdělení mohlo dojít až v jejich 4 letech věku, kdy už je možné provést transplantaci ledviny. Operace svou riskantností vyvolala etické otázky, nicméně v srpnu 2006 byla úspěšně provedena a Maliyah následujícího roku dostala ledvinu od své matky. Ta fungovala asi osm let, následně podstoupila Maliyah další transplantaci.
- Anastasia a Tatiana Dogaruovy (* 13. ledna 2004) – italské sestry rumunského původu, srostlé asymetricky lebkami (craniopagus). Mají společný krevní oběh a část mozkové hmoty, a jen Tatiana má funkční ledviny, z těchto důvodů bylo plánované rozdělení roku 2007 zamítnuto jako příliš riskantní.